# Anethum
- Commons
- Wikispecies

Anethum L. (aneto) é um género botânico pertencente à família Apiaceae.

## Espécies
- Anethum foeniculum L.
- Anethum graveolens L.
- Anethum piperitum Ucria
- Anethum sowa Roxb. ex Fleming
- «Lista completa»

## Classificação do gênero
| Sistema | Classificação                    | Referência               |
| ------- | -------------------------------- | ------------------------ |
| Linné   | Classe Pentandria, ordem Digynia | Species plantarum (1753) |